# Tour de Romandie 2007
Die 61. Tour de Romandie ist ein Rad-Etappenrennen, das vom 1. bis 5. Mai 2007 stattfand. Nach einem Prolog folgten fünf Etappen; die Distanz betrug 667,4 Kilometer. Das Rennen zählte zur UCI ProTour 2007.
Neben den 20 UCI ProTeams nahm das Professional Continental Team L.P.R. teil.
Gewinner nach dem Prolog und allen fünf Etappen war der Niederländer Thomas Dekker vom Team Rabobank, vor den beiden Astana-Profis Paolo Savoldelli (Italien) und Andrei Kaschetschkin (Kasachstan).

## Etappen
| Etappe    | Tag    | Start–Ziel                         | km    | Etappensieger    | Gesamtwertung      |
| --------- | ------ | ---------------------------------- | ----- | ---------------- | ------------------ |
| Prolog    | 1. Mai | Freiburg                           | 3,5   | Paolo Savoldelli | Paolo Savoldelli   |
| 1. Etappe | 2. Mai | Granges-Paccot – La Chaux-de-Fonds | 157,8 | Markus Fothen    | Paolo Savoldelli   |
| 2. Etappe | 3. Mai | La Chaux-de-Fonds – Lucens         | 166,9 | Robbie McEwen    | Paolo Savoldelli   |
| 3. Etappe | 4. Mai | Moudon – Charmey                   | 162,6 | Matteo Bono      | Paolo Savoldelli   |
| 4. Etappe | 5. Mai | Charmey – Morgins                  | 155,9 | Igor Antón       | Christopher Horner |
| 5. Etappe | 6. Mai | Lausanne (EZF)                     | 20,4  | Thomas Dekker    | Thomas Dekker      |